# 1875
- Wikisource

| Calendário gregoriano                                                        | 1875 MDCCCLXXV                      |
| Ab urbe condita                                                              | 2628                                |
| Calendário arménio                                                           | 1324 – 1325                         |
| Calendário bahá'í                                                            | 31 – 32                             |
| Calendário budista                                                           | 2419                                |
| Calendário chinês                                                            | 4571 – 4572 Início a 6 de fevereiro |
| Calendário copta                                                             | 1591 – 1592                         |
| Calendário etíope                                                            | 1867 – 1868                         |
| Calendários hindus - Vikram Samvat - Calendário nacional indiano - Cáli Iuga | 1930 – 1931 1796 – 1797 4975 – 4976 |
| Calendário Holoceno                                                          | 11875                               |
| Calendário islâmico                                                          | 1292 – 1293                         |
| Calendário judaico                                                           | 5635 – 5636                         |
| Calendário persa                                                             | 1253 – 1254 Início a 21 de março    |
| Calendário rúnico                                                            | 2125                                |
| Calendário solar tailandês                                                   | 2418                                |

1875 (MDCCCLXXV, na numeração romana) foi um ano comum do século XIX do actual Calendário Gregoriano, da Era de Cristo,  e a sua letra dominical foi C, teve 52 semanas, início a uma sexta-feira e terminou também a uma sexta-feira.
| Ano completo                       |
| ---------------------------------- |
| Ano comum com início à sexta-feira |

## Eventos
- 4 de janeiro - É fundado o jornal O Estado de S. Paulo.
- 17 de janeiro - Inauguração em Istambul do Tünel, uma das quatro linhas ferroviárias subterrâneas urbanas mais antigas do mundo.
- 3 de março - Estreia em Paris a Ópera Carmen de Georges Bizet, no mesmo dia em que lhe é atribuída a Legião de Honra.
- 15 de maio - Publicação do 1.º número do jornal diário português "A Lanterna Mágica".
- 12 de junho - Primeira aparição do "Zé Povinho", o personagem satírico de Rafael Bordalo Pinheiro, na revista A Lanterna Mágica.
- 5 de agosto - Fundação do município brasileiro de Codajás, no atual estado do Amazonas.
- 27 de agosto - Fundação do município brasileiro de Americana.
- 24 de agosto - É fundada Centralia (Pensilvânia).
- 25 de novembro - O Reino Unido adquire o controle do Canal do Suez através da compra de 176 602 acções ao Egito.

## Nascimentos
- 14 de janeiro - Albert Schweitzer, teólogo, músico, filósofo e médico alsaciano (m. 1965).
- 21 de fevereiro - Jeanne Calment, mulher mais velha do mundo já documentada. (m. 1997).
- 7 de março - Maurice Ravel, compositor francês (m. 1937).
- 26 de março - Syngman Rhee, presidente da Coreia do Sul de 1948 a 1960 (m. 1965).
- 30 de maio - Palmira Bastos, atriz (teatro) portuguesa (m. 1967).
- 12 de junho - Zé Povinho, caricatura do povo português, feito por Rafael Bordalho Pinheiro.
- 28 de junho - Henri Lebesgue, matemático francês (m. 1941).
- 8 de agosto - Artur da Silva Bernardes, presidente do Brasil (m. 1955).
- 22 de setembro - Mikalojus Konstantinas Čiurlionis, pintor e compositor lituano (m. 1911).
- 12 de outubro - Aleister Crowley,  ocultista britânico (m. 1947).
- 15 de outubro - Pedro de Alcântara de Orleans e Bragança, Príncipe Imperial do Brasil (m. 1940).
- 18 de outubro - Frederico Benício de Sousa Costa, bispo brasileiro.
- 23 de outubro - Gilbert Newton Lewis, químico estado-unidense (m. 1946).
- 6 de novembro - Amadeu Amaral, escritor brasileiro (m. 1929).
- 17 de novembro - Gregório da Fonseca, militar e escritor brasileiro, imortal da Academia (m. 1934).
- 31 de dezembro - Manuel Buíça, professor, militar e regicida português (m. 1908).

## Mortes
- 3 de janeiro - Pierre Larousse, gramático e enciclopedista francês (n. 1817).
- 20 de janeiro - Jean-François Millet, pintor realista francês (n. 1814).
- 23 de janeiro - Marquês de Sapucaí (n. 1793).
- 22 de fevereiro - Jean-Baptiste Camille Corot, pintor realista francês. (n. 1796).
- 31 de maio - Eliphas Lévi, escritor e mágico francês (n. 1810).
- 14 de julho - Guillaume-Henri Dufour, General Suíço (n. 1787).
- 18 de julho - Manuel Marques de Sousa III, conde de Porto Alegre, militar brasileiro (n. 1804).
- 5 de agosto - Hans Christian Andersen, escritor  (n. 1805).
- 5 de agosto - Antônio Ferreira Viçoso, bispo de Mariana (n. 1787).
- 8 de agosto - Joaquín Riascos, 5º presidente dos Estados Unidos da Colômbia (n. 1833).
- 16 de agosto - Carlos Teodoro Maximiliano da Baviera, príncipe da Baviera (n. 1795).

## Por tema
- 1875 no Brasil
- 1875 na ciência
- 1875 no desporto
- 1875 na literatura
- 1875 na música